# Беренбах (Рейн-Гунсрюк)
Беренбах (нім. Bärenbach) — громада в Німеччині, розташована в землі Рейнланд-Пфальц. Входить до складу району Рейн-Гунсрюк. Складова частина об'єднання громад Кірхберг.
Площа — 4,83 км2. Населення становить 462 ос. (станом на 31 грудня 2020).